# Otto Wilhelm von Königsmarck
Otto Wilhelm von Königsmarck (født 5. januar 1639, død 5. september 1688) regnes som en af de dygtigste feltherrer under den skånske krig på svensk side, hvor han ledede undertallige styrker i Svensk Forpommern. Han også er kendt som manden, som forårsagede store ødelæggelser på templet Parthenon.

## Tidlig karriere
Han var søn af feltmarskal Hans Christoffer von Königsmarck, født i Minden i Westfalen i 1639. Königsmarck fik en grundig militær og diplomatisk uddannelse og var som ung mand kammerherre for kronprins Karl, som skulle blive Karl XI efter Karl X Gustavs død.
I 1666 fik han sin første opgave som soldat som oberstløjtnant for Carl Gustaf Wrangels kavaleristyrker i felttoget mod Bremen. Et par år senere gik han i fransk tjeneste og opnåede gode meritter ved Livregimentet, hvor han avancerede til oberst. Han var i kamp i marskal Condés styrker under den fransk-nederlandske krig. Han var med til at forhandle vigtige aftaler om subsidier til Sverige i bytte mod en svensk alliance med Frankrig, og han vendte derefter hjem i 1674. Han kom for sent til at deltage i felttoget i 1675, som endte med slaget ved Fehrbellin.

## Den skånske krig
Med sine vigtige militære erfaringer overtog han som generalmajor kommandoen efter, at Wrangel viste sig at være uegnet til fortsat ledelse som feltmarskal efter Fehrbellin. Ganske hurtigt fik de fåtallige svenske soldater at mærke, at de havde fået en kompetent og nøjsom feltherre, som formåede at holde stand trods vigtige allierede sejre, som den ved slaget om Wismar og Slaget om Stettin 1677.
Med Brandenburg bundet sikrede han sin konge og sit land stor tjeneste. Derefter kunne han krone sit værk ved at vinde Slaget ved Warksow på Rügen i januar 1678 efter et mesterligt felttog. Uanset, at han ikke selv kunne holde ud længe og til sidst måtte give op. Alle svenske besiddelser i Tyskland var gået tabt og kun fransk indgriben reddede situationen.

## Sejren i Wien
Trods god ord og hæder havde Königsmarck oplevet økonomiske problemer og alvorlige tilbageslag, da Karl XI begyndte at tage de tidligere overdragne ejendomme og gods tilbage, som var blevet givet til adelige som løn for deres krigsindsats i flere generationer. De politiske forhold var sådan, at han hurtigt kom i konflikt med kongen som svigersøn af Magnus Gabriel De la Gardie.
I 1683, efter at tyrkerne var slået tilbage ved Wien, var en pavelig bulle kommet til Sverige, hvori man bad om militær hjælp til et korstog. Som tysk rigsfyrste kunne Karl XI ikke afslå dette og opstillede en styrke på 1.500 mand under Nils Bierke og Königsmarck, som kom til bredden af Donau, hvor borgen Neuhäusel lå, i sommeren 1685. Der hjalp svenskerne med til belejringen af borgen, som først blev taget efter, at en tyrkisk hær var slået og at der fra Venedig kom et tilbud om at slutte sig til venetiansk tjeneste.

## Karriere i Venedig
I marts 1686 kom Königsmarck sammen med mange svenske officerer til Venedig, hvor de lod sig indrullere. Hans første opgave var at opbygge en hær og starte med at hverve mænd fra Tyskland og Sverige. I april 1686 kunne han med sin nye hær drage over til Lefkas og senere til Nauplion, som i august blev sat under belejring. Efter to uger blev byen taget under et blodigt stormløb, hvor ruinerne efter det antikke Argos lå.
Men der var usunde forhold med megen sygdom i det græske landskab og pest ramte hæren, hvorved Königsmarcks nevø og andre svenskere omkom. Efter dette måtte man stoppe og overvintre på øen Zante syd for Zakinthos i karantæne. Det følgende år, 1687 indtog han fæstningerne i Patras og Lepanto og rykkede mod gamle Korinth. Men Königsmarck kunne ikke forlade Peloponnesos-halvøen uden at tage søvejen og måtte drage helt rundt om denne for at komme til det næste mål: Athen.

## Athen
Efter at være gået i land i havnebyen Piræus begyndte han at sætte Athen under belejring, men opdagede, at tyrkerne havde befæstet sig på Akropolis, som var umulig at storme, og derfra kunne tyrkerne foretage flere udfald mod belejringshæren. Ved højden Filopappa opstillede Königsmarck sit artilleri i olivenlundene og begyndte at beskyde de tyrkiske stillinger og deres kanoner på Akropolis. Han vidste ikke, at tyrkerne havde indrettet et krudtmagasin under tempelet.
Den 27. september 1687 skød en bombekaster en granat mod Akropolis, som antændte en brand, som spredte sig til krudtmagasinet og en gigantisk eksplosion var nær ved at knuse hele området. Taget faldt sammen over den indre struktur, som var blevet knust ved eksplosionen.
Königsmarck var som en oplyst mand klar over den historiske betydning af Parthenontempelet og var nedslået ved synet af ruinerne på Akropolis. Det viste sig, at Venedigs doge Francesco Morosini vidste, at der var lagret krudt der.

## Det sidste felttog
Efter, at Athen var taget, overvintrede den venetianske hær der til det følgende år. Königsmarck og dogen Morosini var i samtaler om strategien for næste år, og man var enige om at angribe øen Euboea, hvor fæstningen Negroponte lå, i foråret 1688. Morosini kom til farvandet ud for Euboea med 19 galejer, men vendte tilbage til den nye base, man havde flyttet sig til efter at have evakueret basen i Athen.
Der hørte han, at de tyrkiske styrker havde begået mytteri i Kreta og besluttede sig i strid med Königsmarck at udnytte dette for en rask erobring af den vigtige by Iraklion, også kendt som Candia. Med en flåde på 30 krigsskibe kom dogen til Kreta i begyndelsen af juni 1688 og nåede Candia blot for at konstatere, at mytteriet var overstået kort efter, at hans flåde var observeret. Togtet mod Kreta tog for mange ressourcer og tid, så at man kunne ikke kom til Euboea før i slutningen af juli. Da havde de tyrkiske forsvarere haft tid til forberedelser og kunne derfor modstå de første angreb således, at belejringen af Negroponte blev en langvarig affære under stærk varme og med små vandforsyninger.
Sygdomme begyndte at hærge på ny og dette gang blev feltmarskallen ramt, den 28. august 1688 måtte han bæres i feber ombord på sit admiralskib. På årets varmeste dag, den 15. september 1688, døde han. Derefter blev hans legeme fragtet via Korfu til Venedig og herfra nordpå til familiegraven i Stade.
Morosini ville ikke opgive belejringen trods sin vigtigste generals bortgang og ville overvintre på Euboea, men hans allierede fra Toscana og Malta drog væk i efteråret, og soldaterne i hæren nægtede at blive længere på et ganske usundt sted, så de brød også op den 22. oktober 1688. Således sluttede det sidste felttog, hvor Königsmarck omkom.